# 구릉

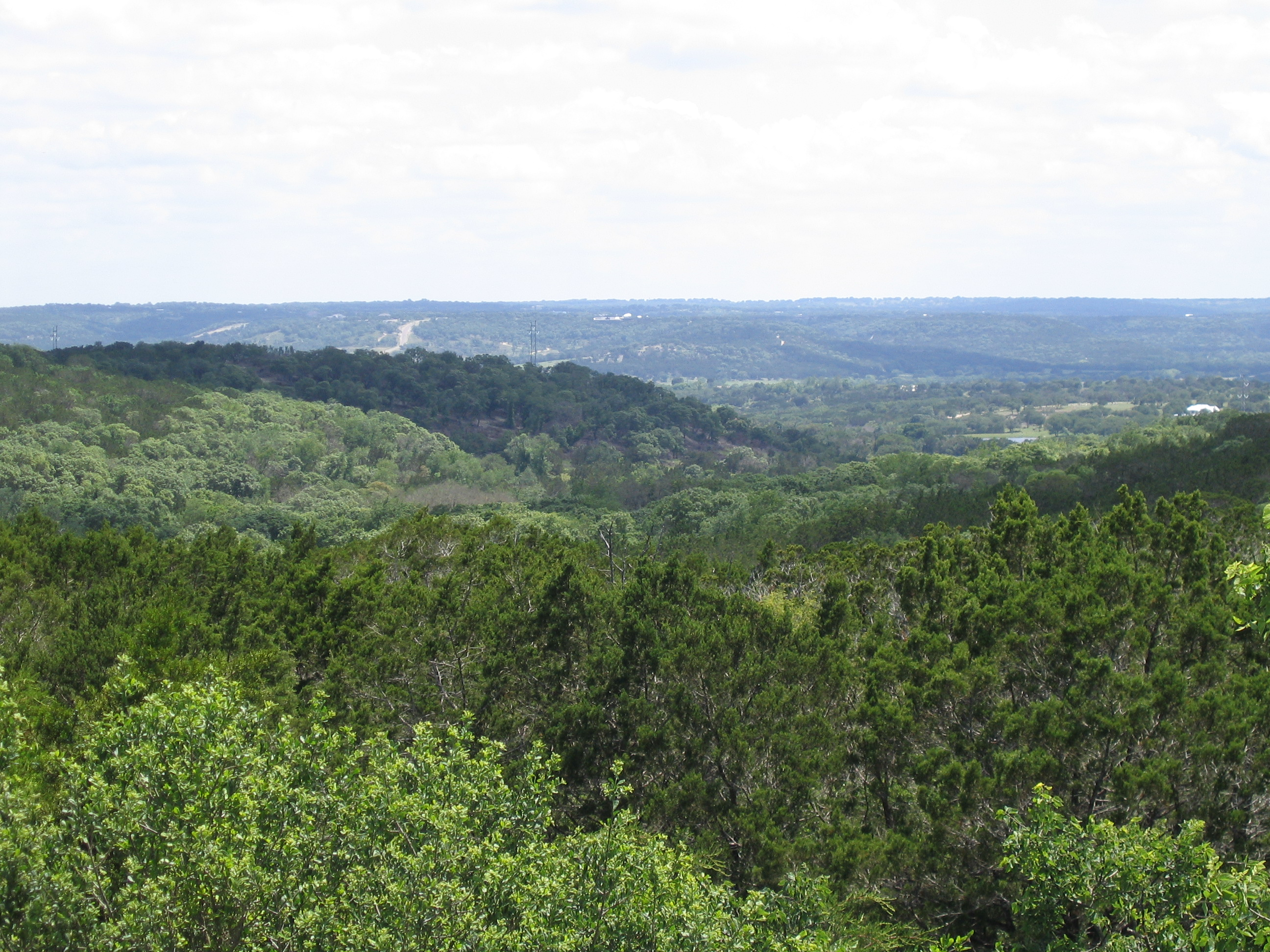
텍사스 힐 컨트리

구릉(丘陵, 독일어: Hügelland)이란 완만한 기복의 낮은 산이나 언덕이 계속되는 지형을 말하고 대략 100만년 전에서 30만년 전에 생겼다. 산지보다 작은 규모의 것으로 한국에서는 대체로 해발 100~600m의 것을 말하지만 일본에서는 해발 300m 이하, 그 밖의 다른 나라에서는 1,000m 이하의 것을 가리키는 경우도 있다. 한국은 국토의 대부분이 고생대나 중생대 시기에 형성되어 오랜 시간 풍화와 침식을 겪었기 때문에 낮은 산과 구릉이 많다. 청동기시대에는 이 구릉지역에 마을이 형성되었다.